# 水原FC
水原FC（すいげんFC、スウォンFC、朝: 수원 FC、英: Suwon Football Club）は、韓国の京畿道水原市を本拠地とするサッカーのクラブチームである。2003年創立、2013年よりKリーグチャレンジ（Kリーグ2部）に参入し、2016年はKリーグクラシック（1部）に所属したが、1年でKリーグチャレンジに降格した。

## 概要・歴史
前身は2003年設立の水原市庁FC（수원시청 축구단）。2003年よりナショナルリーグ（当初はK2リーグ）に参加し、2010年にリーグ優勝した。2013年のKリーグチャレンジ開始時に、現クラブ名に改称し参加。水原市をホームとしているKリーグクラブは水原三星ブルーウィングスがあり、同一地域に本拠地を持つ複数のクラブが参加する初めての例である。
ホームスタジアムは水原総合運動場である。なお2014年シーズンは総合運動場の改修工事のため、水原ワールドカップ競技場を暫定ホームとしてホームゲームを開催した。
2015年のKリーグチャレンジで3位に入り、プレーオフを制し釜山アイパークとの昇降格戦へ。ここでも2戦2勝とし、初のKリーグクラシック昇格を決めた。
2016年シーズンは水原FCと水原三星がKリーグクラシック史上初めて同一都市のクラブとしてリーグ戦で対戦した。だが同年水原FCは最下位に終わり降格、2017年より4シーズンは再びKリーグチャレンジ→Kリーグ2に所属していた。
2021年にKリーグ1に再昇格し、同年の水原ダービーは2勝1分けと水原三星を上回り、リーグ最終順位も上回った。
2023年は最終節で水原三星と勝ち点で並ぶも、総得点で上回り自動降格を回避。水原三星は初の2部降格となった。

## タイトル
なし

### 国内タイトル
- ナショナルリーグ：1回
  - 2010

- ナショナルサッカー選手権大会：3回
  - 2005、2007、2012

- ナショナルリーグ：1回
  - 2010

- 大統領杯全国サッカー大会：2回
  - 2004、2007

## 過去の成績
| シーズン | ディビジョン     | ディビジョン | ディビジョン | ディビジョン | ディビジョン | ディビジョン | ディビジョン | ディビジョン | ディビジョン | ディビジョン | 韓国FAカップ | その他                |
| シーズン | リーグ           | 試           | 勝           | 分           | 敗           | 得           | 失           | 差           | 点           | 順位         | 韓国FAカップ | その他                |
| -------- | ---------------- | ------------ | ------------ | ------------ | ------------ | ------------ | ------------ | ------------ | ------------ | ------------ | ------------ | --------------------- |
| 2011     | ナショナルリーグ | 26           | 8            | 11           | 7            | 28           | 23           | +5           | 35           | 7位          | ベスト16     |                       |
| 2012     | ナショナルリーグ | 26           | 9            | 7            | 10           | 29           | 32           | −3           | 34           | 9位          | ベスト32     |                       |
| 2013     | Kチャレンジ      | 35           | 13           | 8            | 14           | 53           | 51           | +2           | 47           | 4位          | ベスト8      |                       |
| 2014     | Kチャレンジ      | 36           | 12           | 12           | 12           | 52           | 49           | +3           | 48           | 6位          | ベスト16     |                       |
| 2015     | Kチャレンジ      | 40           | 18           | 11           | 11           | 64           | 54           | +10          | 65           | 3位          | 3回戦敗退    | 昇降格プレーオフ優勝  |
| 2016     | Kクラシック      | 38           | 10           | 9            | 19           | 40           | 58           | −18          | 39           | 12位         | ベスト32     | Kリーグチャレンジ降格 |
| 2017     | Kチャレンジ      | 36           | 11           | 12           | 13           | 42           | 48           | -6           | 45           | 6位          | 3回戦敗退    |                       |
| 2018     | Kリーグ2         | 36           | 13           | 3            | 20           | 29           | 46           | −17          | 42           | 7位          | ベスト32     |                       |
| 2019     | Kリーグ2         | 36           | 11           | 10           | 15           | 49           | 55           | −6           | 43           | 8位          | ベスト32     |                       |
| 2020     | Kリーグ2         | 27           | 17           | 3            | 7            | 52           | 28           | +24          | 54           | 2位          | ベスト32     | 昇格プレーオフ優勝    |
| 2021     | Kリーグ1         |              |              |              |              |              |              |              |              |              | 3回戦敗退    |                       |

## 歴代監督
- 趙徳済（朝鮮語版） 2012-2017
- 金大儀 2017-2019
- 李官雨 2019（代行）
- 金徒均 2020-2023
- 金殷中 2024-

## 歴代所属選手
- 金昶訓 2014-
- ジャパ 2014-2015
- 安柄俊 2019-2020